# Sageraea
Sageraea là chi thực vật có hoa trong họ Annonaceae.

## Các loài
Các loài dưới đây lấy theo Plants of the World Online:
- Sageraea bracteolata R.Parker, 1929: Myanmar.
- Sageraea elliptica Hook.f. & Thomson, 1855 - Săng mây: Quần đảo Andaman, Campuchia, Malaysia bán đảo, Myanmar, Việt Nam.
- Sageraea lanceolata Miq., 1865: Borneo, Malaysia bán đảo, Philippines.
- Sageraea laurina Dalzell, 1851: Ấn Độ.
- Sageraea listeri King, 1893: Quần đảo Andaman, Bangladesh, Myanmar.
- Sageraea reticulata Craib, 1925: Thái Lan.
- Sageraea sarawakensis Heusden, 1997[3]: Borneo.
- Sageraea thwaitesii Hook.f. & Thomson, 1855: Ấn Độ, Sri Lanka.
- Sageraea zeylanica Heusden, 1997[3]: Sri Lanka.